# Autoroute A4 (Nigeria)
Pour les articles homonymes, voir Autoroute A4.
L'autoroute A4 est une des principales routes du Nigéria.

## Tracé
L'autoroute A4 commence à la ville de Calabar dans l'État de Cross River, située dans la partie sud du pays.
L'A4 se dirige ensuite vers le nord, parallèlement à la frontière entre le Cameroun et le Nigeria.
L'autoroute traverse, entre-autres, les villes de Calabar, Ikom, Katsina Ala, Uto, Wukari, Numan et de Maiduguri.